# Diego Lainez (futebolista)
Diego Lainez Leyva (Villahermosa, 9 de junho de 2000) é um futebolista mexicano que atua como ponta-esquerda. Atualmente, joga no Tigres UANL.
Em outubro de 2017, o jornal The Guardian colocou-o na lista de 60 jovens promessas do futebol mundial de 2017.

## Carreira

### Categorias de base
Lainez iniciou no América aos 12 anos em 2013. Disputou partidas com o sub-13, sub-15, sub-17 e sub-20 do América.

### América
Estreou em 1 de março de 2017, na derrota por 2–1 para o Santos Laguna pela Copa MX, aos 16 anos, 8 meses e 22 dias. Três dias depois, fez sua estreia na Liga MX contra o León, tornando-se um dos jogadores mais jovens do clube a estrear no time principal aos 16 anos de idade.
Em 19 de março de 2017, Lainez entrou como titular pela primeira vez na vitória por 3–2 sobre o Pumas. Após a partida contra o Pumas, teve seu salário aumentado de 17,5 mil pesos para 25 mil pesos. O jornal The Sun colocou-o na lista de 50 jogadores de 19 anos ou menor idade a seguir. Jogou sua primeira partida como titular no Estádio Azteca em 1 de abril de 2017 contra o Monterrey.
Marcou seu primeiro gol com a equipe principal do América, em um jogo amistoso em Denver, Estados Unidos, contra o Santos Laguna. Foi titular na derrota por 1–0 para o Querétaro pela Supercopa do México. Em 15 de novembro de 2017, Laínez errou o pênalti que decretou a eliminação do América na Copa México.
Em 4 de agosto de 2018, Lainez marcou seu primeiro doblete pelo América na vitória por 3–1 sobre o Pachuca no Estádio Hidalgo; tornando-se o jogador mais jovem a marcar um doblete com o clube, e o quinto mais jovem a marcar um gol na história do clube, aos 18 anos, 1 mês e 24 dias. Em 18 de setembro, Laínez sofreu uma torção no tornozelo esquerdo após uma entrada de Bruno Valdez, forçando-o a perder quatro semanas de ação, incluindo o Súper Clásico contra o arquirrival Chivas Guadalajara. Ele voltou da lesão em 20 de outubro, e marcou seu primeiro gol jogando no Estádio Azteca, o América venceu o Tijuana por 3–0.
Em 7 de dezembro de 2018, Lainez marcou um gol no empate por 1–1 contra o Pumas pelo jogo de ida das semifinais do Torneio Apertura, tornando-se o jogador mais jovem a marcar um gol na Liguilla. No jogo da volta, ele marcou seu segundo gol na fase eliminatória.
Foi campeão do Apertura 2018, após o América vencer o jogo de volta da final por 2–0 contra o Cruz Azul. Terminou o torneio com 5 gols em 15 jogos. Em 19 de dezembro de 2018, o site Goal.com listou Laínez como 12º melhor jogador adolescente de 2018. Em 29 de dezembro de 2018, disputou seu último jogo pelo América contra o Santos Laguna.

### Real Betis
Em 10 de janeiro de 2019, foi contratado pelo Betis por 15 milhões de euros, em um contrato de cinco anos até 2024. A transferência fez Lainez ser o jogador mais jovem a emigrar da Liga MX, bem como a segunda transferência mais cara paga para um jogador mexicano por um clube europeu. Jogará com a camisa número 22.
Estreou em 20 de janeiro de 2019, na vitória por 3–2 sobre o Girona pela La Liga, entrou aos 81 minutos substituindo Loren Morón. Em 24 de janeiro, em sua segunda partida, originou jogada do gol de empate contra o Espanyol pela Copa del Rey.
Em 27 de janeiro, Lainez estreou como titular na derrota por 1–0 para o Athletic Bilbao. Em 14 de fevereiro de 2019, estreou em competições europeias e marcou seu primeiro gol pelo Betis, no empate por 3–3 contra o Rennes, tornou-se o jogador mexicano mais jovem a estrear na Liga Europa da UEFA com 18 anos e 250 dias. Foi incluído na Equipe da Semana da Liga Europa. Ficou no banco de reservas durante a derrota do Betis por 1–0 contra o Valencia pelo jogo de volta das semifinais da Copa del Rey.
Em 17 de março, na derrota por 4–1 para o Barcelona, Lainez fez sua primeira assistência pelo Betis.

### Braga
Em 29 de julho de 2022, o Braga anunciou o empréstimo do jogador, com uma cláusula de opção de compra de sete milhões de euros.

## Seleção Mexicana

### Sub-17
Em 24 de julho de 2017, foi convocado por Mario Arteaga para a disputa do Torneio Cuatro Naciones. Estreou em 3 de agosto de 2017, na vitória por 5–1 sobre a Índia pela primeira rodada do torneio. Em 6 de agosto de 2017, marcou seu primeiro gol pela seleção sub-17 no empate por 4–4 para a Colômbia, com este resultado o México foi campeão do torneio amistoso.
Em 14 de setembro de 2017, foi convocado para a disputa da Copa do Mundo FIFA Sub-17. Estreou com empate por 1–1 contra o Iraque. Laínez marcou dois gols na derrota por 3–2 para a Inglaterra pela segunda rodada do torneio. O México terminou a fase de grupos em terceiro no grupo F. A seleção foi eliminada após perder a partida por 2–1 para o Irã.

### Sub-20
Em 25 de outubro de 2018, foi convocado por Diego Ramírez para participar do Campeonato da CONCACAF Sub-20 de 2018. O México terminou a competição em segundo lugar, com Laínez na equipe ideal do torneio.

### Sub-21
Em 22 de maio de 2018, Lainez foi incluído na lista final dos 20 jogadores que disputariam o Torneio de Toulon de 2018, com sede na França. Estreou em 26 de maio de 2018 no Torneio de Toulon com gol aos 2 minutos na vitória por 4–1 sobre o Qatar. Lainez recebeu o prêmio de melhor jogador do torneio.
Em 11 de julho de 2018, foi incluído na lista final dos 20 jogadores que disputariam o Jogos Centro-Americanos e do Caribe de 2018, com sede em Barranquilla, Colômbia. Ele disputou todos os três jogos da fase de grupos. O México terminou em último no seu grupo com um ponto.

### Principal
Em 29 de agosto de 2018, Lainez recebeu sua primeira convocação à equipe principal do técnico interino, Ricardo Ferretti, para os amistosos contra o Uruguai e os Estados Unidos. Estreou em 7 de setembro de 2018, com derrota por 4–1 para o Uruguai, aos 18 anos e 88 dias, ele se tornou o sexto jogador mais jovem a defender o México, ficando à frente de Giovani dos Santos, mas atrás de Manuel Rosas. Em sua segunda partida, os Estados Unidos venceram por 1–0.
Em 12 de março de 2019, foi convocado pelo técnico Gerardo Martino, para os amistosos contra o Chile e o Paraguai.

## Estatísticas
Atualizado até 6 de junho de 2021.

### Clubes
| Equipe            | Temporada         | Campeonato nacional | Campeonato nacional | Copa nacional | Copa nacional | Competições continentais | Competições continentais | Outros torneios | Outros torneios | Total | Total |
| Equipe            | Temporada         | Jogos               | Gols                | Jogos         | Gols          | Jogos                    | Gols                     | Jogos           | Gols            | Jogos | Gols  |
| ----------------- | ----------------- | ------------------- | ------------------- | ------------- | ------------- | ------------------------ | ------------------------ | --------------- | --------------- | ----- | ----- |
| América           | 2016–17           | 9                   | 0                   | 1             | 0             | –                        | –                        | 1               | 0               | 11    | 0     |
| América           | 2017–18           | 15                  | 0                   | 6             | 0             | 1                        | 0                        | –               | –               | 22    | 0     |
| América           | 2018–19           | 15                  | 5                   | 3             | 0             | –                        | –                        | –               | –               | 18    | 5     |
| América           | Total             | 39                  | 5                   | 10            | 0             | 1                        | 0                        | 1               | 0               | 51    | 5     |
| Betis             | 2018–19           | 12                  | 0                   | 2             | 0             | 2                        | 1                        | –               | –               | 16    | 1     |
| Betis             | 2019–20           | 15                  | 0                   | 3             | 1             | –                        | –                        | –               | –               | 18    | 1     |
| Betis             | 2020–21           | 21                  | 0                   | 4             | 0             | –                        | –                        | –               | –               | 25    | 0     |
| Betis             | Total             | 48                  | 0                   | 9             | 1             | 2                        | 1                        | –               | –               | 59    | 2     |
| Total na carreira | Total na carreira | 87                  | 5                   | 19            | 1             | 3                        | 1                        | 1               | 0               | 110   | 7     |

### Seleção Mexicana
Expanda a caixa de informações para conferir todos os jogos deste jogador, pela sua seleção nacional.
Sub-17
|     | Data                   | Local                                       | Resultado | Adversário     | Gol(s) | Assist. | Competição                |
| --- | ---------------------- | ------------------------------------------- | --------- | -------------- | ------ | ------- | ------------------------- |
| 1.  | 25 de agosto de 2016   | Centro de Alto Rendimento, Cidade do México | 4–1       | Catar          | 0      |         | Torneio das Nações        |
| 2.  | 26 de agosto de 2016   | Centro de Alto Rendimento, Cidade do México | 2–1       | Portugal       | 0      |         | Torneio das Nações        |
| 3.  | 28 de agosto de 2016   | Centro de Alto Rendimento, Cidade do México | 6–3       | Estados Unidos | 0      |         | Torneio das Nações        |
| 4.  | 3 de agosto de 2017    | Centro de Alto Rendimento, Cidade do México | 5–1       | Índia          | 0      |         | Torneio Quatro Nações     |
| 5.  | 4 de agosto de 2017    | Centro de Alto Rendimento, Cidade do México | 3–1       | Chile          | 0      |         | Torneio Quatro Nações     |
| 6.  | 6 de agosto de 2017    | Centro de Alto Rendimento, Cidade do México | 4–4       | Colômbia       | 1      |         | Torneio Quatro Nações     |
| 7.  | 21 de setembro de 2017 | Marbellla Football Center, Marbella         | 1–3       | Espanha        | 0      |         | Amistoso                  |
| 8.  | 26 de setembro de 2017 | Marbellla Football Center, Marbella         | 1–2       | Coreia do Sul  | 0      |         | Amistoso                  |
| 9.  | 1 de outubro de 2017   | Marbellla Football Center, Marbella         | 0–3       | Irã            | 0      |         | Amistoso                  |
| 10. | 8 de outubro de 2017   | Estádio Salt Lake, Calcutá                  | 1–1       | Iraque         | 0      | 0       | Copa do Mundo Sub-17 2017 |
| 11. | 11 de outubro de 2017  | Estádio Salt Lake, Calcutá                  | 2–3       | Inglaterra     | 2      | 0       | Copa do Mundo Sub-17 2017 |
| 12. | 14 de outubro de 2017  | Estádio Atlético Indira Gandhi, Guwahati    | 0–0       | Chile          | 0      | 0       | Copa do Mundo Sub-17 2017 |
| 13. | 17 de outubro de 2017  | Estádio Fatorda, Margão                     | 1–2       | Irã            | 0      | 0       | Copa do Mundo Sub-17 2017 |

Sub-20
|     | Data                   | Local                          | Resultado | Adversário           | Gol(s) | Assist. | Competição                         |
| --- | ---------------------- | ------------------------------ | --------- | -------------------- | ------ | ------- | ---------------------------------- |
| 1.  | 22 de março de 2018    | Arena da Amazônia, Manaus      | 1–1       | Brasil               | 0      | 0       | Amistoso                           |
| 2.  | 25 de março de 2018    | Arena da Amazônia, Manaus      | 0–0       | Brasil               | 0      | 0       | Amistoso                           |
| 3.  | 2 de novembro de 2018  | IMG Academy Stadium, Bradenton | 7–0       | Nicarágua            | 0      | 0       | Campeonato da CONCACAF Sub-20 2018 |
| 4.  | 4 de novembro de 2018  | IMG Academy Stadium, Bradenton | 4–0       | São Martinho Francês | 0      | 0       | Campeonato da CONCACAF Sub-20 2018 |
| 5.  | 6 de novembro de 2018  | IMG Academy Stadium, Bradenton | 2–2       | Jamaica              | 0      | 1       | Campeonato da CONCACAF Sub-20 2018 |
| 6.  | 8 de novembro de 2018  | IMG Academy Stadium, Bradenton | 8–0       | Granada              | 0      | 0       | Campeonato da CONCACAF Sub-20 2018 |
| 7.  | 16 de novembro de 2018 | IMG Academy Stadium, Bradenton | 1–0       | El Salvador          | 0      | 0       | Campeonato da CONCACAF Sub-20 2018 |
| 8.  | 19 de novembro de 2018 | IMG Academy Stadium, Bradenton | 2–2       | Panamá               | 0      | 1       | Campeonato da CONCACAF Sub-20 2018 |
| 9.  | 21 de novembro de 2018 | IMG Academy Stadium, Bradenton | 0–2       | Estados Unidos       | 0      | 0       | Campeonato da CONCACAF Sub-20 2018 |
| 10. | 23 de maio de 2019     | Estádio Gdynia, Gdynia         | 1–2       | Itália               | 0      | 0       | Copa do Mundo Sub-20 2019          |
| 11. | 26 de maio de 2019     | Estádio Gdynia, Gdynia         | 0–3       | Japão                | 0      | 0       | Copa do Mundo Sub-20 2019          |
| 12. | 29 de maio de 2019     | Estádio Gdynia, Gdynia         | 0–1       | Equador              | 0      | 0       | Copa do Mundo Sub-20 2019          |

Sub-21
|    | Data                | Local                                             | Resultado | Adversário  | Gol(s) | Assist. | Competição                               |
| -- | ------------------- | ------------------------------------------------- | --------- | ----------- | ------ | ------- | ---------------------------------------- |
| 1. | 26 de maio de 2018  | Stade de Lattre-de-Tassigny, Aubagne              | 4–1       | Catar       | 1      | 1       | Torneio de Toulon 2018                   |
| 2. | 29 de maio de 2018  | Stade d'Honneur Marcel Roustan, Salon-de-Provence | 0–0       | Inglaterra  | 0      | 0       | Torneio de Toulon 2018                   |
| 3. | 1 de junho de 2018  | Stade Parsemain, Fos-sur-Mer                      | 3–1       | China       | 0      | 1       | Torneio de Toulon 2018                   |
| 4. | 6 de junho de 2018  | Stade de Lattre-de-Tassigny, Aubagne              | 3–1       | Turquia     | 0      | 1       | Torneio de Toulon 2018                   |
| 5. | 9 de junho de 2018  | Stade Francis Turcan, Martigues                   | 1–2       | Inglaterra  | 0      | 0       | Torneio de Toulon 2018                   |
| 6. | 21 de julho de 2018 | Estádio Romelio Martínez, Barranquilla            | 1–2       | Venezuela   | 0      | 0       | Jogos Centro-Americanos e do Caribe 2018 |
| 7. | 23 de julho de 2018 | Estádio Romelio Martínez, Barranquilla            | 0–1       | El Salvador | 0      | 0       | Jogos Centro-Americanos e do Caribe 2018 |
| 8. | 25 de julho de 2018 | Estádio Romelio Martínez, Barranquilla            | 1–1       | Haiti       | 0      | 0       | Jogos Centro-Americanos e do Caribe 2018 |

Seleção Principal
|     | Data                   | Local                                    | Resultado | Adversário     | Gol(s) | Assist. | Competição                  |
| --- | ---------------------- | ---------------------------------------- | --------- | -------------- | ------ | ------- | --------------------------- |
| 1.  | 7 de setembro de 2018  | NRG Stadium, Houston                     | 1–4       | Uruguai        | 0      | 0       | Amistoso                    |
| 2.  | 11 de setembro de 2018 | Nissan Stadium, Nashville                | 0–1       | Estados Unidos | 0      | 0       | Amistoso                    |
| 3.  | 22 de março de 2019    | SDCCU Stadium, San Diego                 | 3–1       | Chile          | 0      | 0       | Amistoso                    |
| 4.  | 26 de março de 2019    | Levi's Stadium, Santa Clara              | 4–2       | Paraguai       | 0      | 0       | Amistoso                    |
| 5.  | 11 de outubro de 2019  | Estádio Nacional, Hamilton               | 5–1       | Bermudas       | 0      | 0       | Liga das Nações da CONCACAF |
| 6.  | 13 de outubro de 2020  | Estádio Cars Jeans, Haia                 | 2–2       | Argélia        | 1      | 0       | Amistoso                    |
| 7.  | 17 de novembro de 2020 | Merkur-Arena, Graz                       | 2–0       | Japão          | 0      | 0       | Amistoso                    |
| 8.  | 27 de março de 2021    | Cardiff City Stadium, Cardiff            | 0–1       | País de Gales  | 0      | 0       | Amistoso                    |
| 9.  | 30 de março de 2021    | Stadion Wiener Neustadt, Wiener Neustadt | 1–0       | Costa Rica     | 0      | 0       | Amistoso                    |
| 10. | 29 de maio de 2021     | AT&T Stadium, Arlington                  | 2–1       | Islândia       | 0      | 1       | Amistoso                    |
| 11. | 3 de junho de 2021     | Mile High Stadium, Denver                | 0–0       | Costa Rica     | 0      | 0       | Liga das Nações da CONCACAF |
| 12. | 6 de junho de 2021     | Mile High Stadium, Denver                | 2–3       | Estados Unidos | 1      | 0       | Liga das Nações da CONCACAF |

## Títulos
América
- Liga MX: Apertura 2018

Real Betis
- Copa do Rei: 2021–22

Tigres UANL
- Campeones Cup: 2023

Seleção Mexicana
- Copa Ouro da CONCACAF: 2023

### Prêmios individuais
- 60 jovens promessas do futebol mundial de 2017 (The Guardian)[69]
- Melhor jogador do Torneio Internacional de Toulon: 2018[60]
- Equipe do torneio do Torneio Internacional de Toulon: 2018[70]
- Equipe ideal do Campeonato da CONCACAF Sub-20 de 2018
- Equipe ideal da Fase Final da Liga das Nações da CONCACAF de 2019–20